# Експертско мишљење
Експертско мишљење је презентација знања, мисаоних спекулација или демонстрација потребних професионалних вештина или постигнутог научног резултата, организацији или научном скупу коме је потребно да донесе одлуку о ефективном плану имплементације. Информације које се пружају имају тенденцију разумне прогнозе о последицама чина или мере која треба да се имплементира. Од социјалног радника нпр. суд може тражити да обезбеди мишљење о могућој дугорочној штети по развој и емотивним последицама које има жртва злостављања.